# 周蔭人
周 蔭人（しゅう いんじん）は、中華民国の軍人。北京政府、直隷派に属した。字は樾恩。

## 事跡
陸軍速成学堂を卒業後、日本に留学する。1908年（光緒34年）に陸軍士官学校第6期砲兵科で学んだ。この時、孫伝芳が同学であった。帰国後は、第4鎮教練官に任命される。また、広西省で軍務に就いた。
1913年（民国2年）、北京政府陸軍部砲兵監に任命される。1918年（民国7年）、第4師の旅長に異動した。1919年（民国8年）、江西督軍陳光遠の参謀長に任命された。1922年（民国11年）6月、失脚した陳光遠の後任として第12師師長に昇進する。1923年（民国12年）3月、孫伝芳に随従して福建省に入る。1924年（民国13年）4月、福建軍務幇弁に任命された。
同年5月、浙江省へ向かった孫伝芳の後任として、周蔭人は福建督理に昇進した。1925年（民国14年）1月、福建軍務督弁に改めて任命される。同年11月、孫の下で五省聯軍閩軍総司令に任命された。1926年（民国15年）12月、中国国民党の北伐軍に敗北して福建省から逃走する。1927年（民国16年）に安国軍第1方面軍訓練処長に任じられた。張作霖も敗北すると、周も下野し、以後は天津に寓居した。
1956年、死去。享年73。